# Yu-Gi-Oh! 5D's
Cette page contient des caractères spéciaux ou non latins. S’ils s’affichent mal (▯, ?, etc.), consultez la page d’aide Unicode.
Yu-Gi-Oh! 5D's (遊☆戯☆王5D's（ファイブディーズ）, Yūgiō Faibu Dīzu) est une série d'animation japonaise dérivée de la franchise Yu-Gi-Oh!. La série a été diffusée au Japon du 2 avril 2008 au 30 mars 2011 en remplacement de Yu-Gi-Oh! GX (Duel Monsters GX au Japon). 5D's est aussi la première série Yu-Gi-Oh! à être diffusée en écran 16/9. En France, la série est acquise par AB Groupe dans sa version remaniée par 4Kids Entertainment, et est diffusée sur NT1 depuis le 12 septembre 2009. La série est ensuite diffusée depuis 2009 sur Mangas et depuis janvier 2011 sur Canal J.
L'histoire se déroule quelques dizaines d'années dans le futur. Comme dans les séries précédentes, l'histoire tourne autour de personnages jouant le jeu de cartes, Duels de Monstres, en dépit du fait que l'appellation même est retirée du titre japonais[réf. nécessaire]. Cette série introduit de nouveaux types de cartes provenant du jeu de cartes officiel. Durant la série, le disque de duel principal est une moto appelée « D-wheel » et les duellistes s'affrontent dans des jeux de stades appelés « turbo duels ». Yusei Fudo, le personnage principal, âgé de 18 ans, possède le monstre « Dragon poussière d'étoile » en tant que carte maîtresse, qui s'avère également être la carte de couverture du paquet de cartes « La Genèse du duelliste ». À la suite d'un combat contre le grand champion Jack Atlas, il voit apparaître une marque en forme de dragon sur son bras. Cette nouvelle série s'accompagne de la sortie de nouvelles cartes, et de nouvelles cartes très spéciales apparaissent telles que les « Synchro » ou les « Syntoniseurs ».
Une adaptation en manga est publié entre août 2009 et janvier 2015 dans le magazine V Jump et est compilé en un total de neuf tomes par Shūeisha. La version française est publiée par Kana.

## Synopsis
Plusieurs dizaines d'années après la conclusion de Yu-Gi-Oh! GX, le jeu Duel de monstres a changé, les « turbo duels » révolutionnant les duels dans 5D'S. Ces duels sont joués dans des stades géants, et les duellistes font de la moto équipée pour les duels, appelés D-wheel. Domino City a aussi changé sous la direction du chef des forces de sécurité, Rex Goodwin. Domino City est désormais divisée en deux parties : la Nouvelle Domino City où les personnes riches et puissantes vivent, alors que les plus pauvres vivent principalement dans la seconde partie « satellite » qui sert de déchèterie à la Nouvelle Domino City.

## Personnages

### Protagonistes
Yûsei Fudô, 18 ans, est un habitant de Satellite et héros de la série. Sa carte fétiche est le Dragon Poussière D'Étoile. Jack Atlas (Jack Atlus), 19 ans, est, lui, habitant de New Domino City, issu de Satellite et rival de Yûsei ; surnommé « le King », sa carte fétiche est le Dragon rouge archdémon. Lua et Luca (Lua et Luka), 12 ans, sont deux jumeaux. Lua, le garçon et sa sœur Luca accompagnent Yûsei après leur rencontre,.
Aki Izayoi (Akiza Izinski), 17 ans, est le personnage féminin énigmatique aux pouvoirs psychiques de la série. Elle serait capable d'imposer des dommages réels aux duellistes qu'elle affronte, Aki est la détentrice du Dragon rose noire et est aussi appelée « la Sorcière de la Rose Noire ». Crow Hogan, 18 ans, est l'un des amis de Yûsei et un voleur, et l'un des anciens membres des Exécuteurs (Team Satisfaction) avec lui, Jack, Yûsei et Kiryū Kyōsuke.

### Personnages secondaires
- Ushio Tetsu (Trudge Tetsu), officier du Secteur Sécurité qui empêche l'intrusion à New Domino City d'habitants de Satellite. Il n'aime pas beaucoup Yusei.
- Rally Dawson est l'ami de Yusei à Satellite. Il a volé une puce pour la moto de Yusei et ce dernier combattit la sécurité pour garder cela secret. Il se fait emporter par les ténèbres en se sacrifiant dans le but de protéger Yusei dans l'épisode 46. Il a été ressuscité après la défaite des Pactisants des Ténèbres.
- Mikage Sagiri (Mina Simington), la secrétaire de Goodwin et surveillante Jack Atlas. Elle a des sentiments pour Jack et est une rivale de Carly, elle aussi amoureuse de Jack.
- Yeager (Lazar), l'acolyte de Rex Goodwin. Il est à la tête des investigations spéciales de New Domino City.
- Akutsu (Zigzix), à la tête du Département de recherche sur l'Ener-D à la nouvelle Domino City. Il est l'acolyte de Rex Goodwin.
- Yanagi Tenzen, un vieil homme excentrique qui rencontre Yusei Fudo après sa capture par la Sécurité. Il devient son allié et ami.
- Jim Himuro (Bolt Tanner), un ancien duelliste pro qui est un ami et allié proche de Yusei.
- Mukuro Enjo (Hunter Pace), l'ancien Roi des Duels qui a perdu son titre face à Jack Atlas.
- Divine (Sayer), un homme doté de facultés psychiques similaire à Aki, il est le gourou et le fondateur du Mouvement Arcadia.
- Bommer (Greiger), un participant de la Coupe Fortune venu d'un village destitué d'Amérique du Sud au Pérou, près des lignes de Nazca, combat pour obtenir des aides financières de la part de Goowin. Il s'est ensuite transformé en Pactisant des Ténèbres. Il est descendant du Peuple des Étoiles.
- Carly Nagisa (Carly Carmine), une reporter qui est venue de la campagne pour chercher à réaliser ses rêves. Elle devient une Pactisante des Ténèbres après une chute mortelle d'un immeuble à la suite d'un duel contre Divine. Aki en restera assez marquée. Elle est très amoureuse de Jack.
- Kyosuke Kiryu (Kalin Kessler) était autrefois le leader d'un groupe appelé « Les Exécuteurs » (« Team Satisfaction » dans la version japonaise et « The Enforcers » dans la version américaine) avec Yusei, Jack et Crow et qui combattait des gangs de duellistes rivaux des alentours.

## Univers

### Pactisants
Une marque indique qu'une personne est un Pactisant. Chaque marque représente une partie du Dragon Cramoisi. Les cinq personnes possédant cette marque de Dragon sont : Yusei Fudo (qui a la marque de la queue), Jack Atlas (qui a la marque des ailes), Akiza (qui a la marque de la griffe de derrière), Luka (qui a la marque de la griffe de devant), et Rex Goodwin qui a hérité du bras gauche marqué de la tête du Dragon Cramoisi de son frère Rudger (chef des pactisants des Ténèbres) et ainsi devenir aussi un Pactisant. À la fin de la deuxième saison, Crow récupère la Marque de la queue et Yusei récupère la Marque de la Tête en battant Rex Goodwin. Ainsi, on obtient comme Pactisants : Yusei Fudo (marque de la Tête du dragon), Crow (Marque de la queue, qui avant était à Yusei), Jack Atlas (qui a la marque des ailes), Aki (qui a la marque de la griffe de derrière), Luka (qui a la marque de la griffe de devant), et Lua (épisode 142 récupère le cœur du dragon).
Un bras coupé comportant la marque de la tête est en la possession de Goodwin. Ces marques réagissent quand un Pactisant des ténèbres est proche, ou a commencé un duel dans les environs. Tous les Pactisants peuvent produire une barrière qui peut protéger les gens d'évènements tel que le sacrifice de masse des âmes d'une invocation d'un « Dieu de la terre » (ou Jibakushin en japonais) (mais il n'y a que Luca et Jack qui l'est véritablement utilisé). On voit que Luca est capable de voyager vers le monde des esprits des monstres de duel, grâce à priori à sa Marque. Quand de fortes émotions parcourent l'esprit d'un Pactisant lors d'un duel, le pouvoir de toutes les marques est temporairement transféré au Pactisant, et le monstre syntoniseur Dragon majestueux apparaît dans son deck, l'autorisant à créer un monstre synchro plus puissant. Ainsi, Yusei et Jack en font l'expérience : Yusei avec son Dragon d'Étoile Majesteux et Jack avec son Dragon Rouge Majestueux.
Lors de l'épisode 142, Lua obtient la Marque du cœur du Dragon.

### Pactisants des Ténèbres
Leurs rivaux sont les Pactisants des Ténèbres. Il en existe deux types, ceux qui sont les vrais Pactisants des Ténèbres après être revenu à la vie, et ceux qui sont temporairement possédés par les Pactisants des Ténèbres. Les araignées des ténèbres se posent sur les gens et s'attachent à leur cou, donnant à la personne une marque en forme d'araignée qui lui fait acquérir des pouvoirs ténébreux, des monstres Syntoniseurs et Synchro temporairement. Ils peuvent lancer des Duels des Ténèbres, dans lesquels une barrière ardente violette est formée autour de leur adversaire, et les monstres peuvent causer des dommages réels en attaquant. Cependant, une fois qu'un Pactisant des Ténèbres possédé est battu, la personne ne se souvient plus d'avoir été un Pactisant des Ténèbres et toute l'influence de la marque en forme d'araignée est retirée. Dans l'épisode 27, ils contrôlent Dick Pitt, un combattant de rue de Satellite que Carly a identifié, tout comme l'officier de police Trudge.
Un vrai Pactisant des Ténèbres possède de bien plus puissants pouvoirs que les temporaires. Ils ont une marque spécifique basée sur les Lignes de Nazca. Ils deviennent des Pactisants des Ténèbres après avoir survécu grâce à un esprit maléfique, et ils sont reconnaissables par leurs yeux noirs, les marques rouges foncées sur leurs visages et leurs vêtements noirs, bien qu'il leur soit possible de changer leurs apparences pour cacher leurs identités (mais seules Carly et Misty l'ont véritablement fait). Tandis que les Pactisants des Ténèbres temporaires peuvent former une petite barrière autour de leur adversaire, un vrai Pactisant des Ténèbres peut produire un géoglyphe gigantesque de leur marque respective, assez grosse pour permettre à un Turbo Duel de s'y dérouler. Tout comme les monstres Synchro des Ténèbres, les Pactisants des Ténèbres possède de puissants monstres - les Dieux (Jibakushin) Esprit de la Terre Immortels - qui demandent le sacrifice de plusieurs âmes humaines pour être invoqués et qui sont basés sur leurs marque respective. Chaque Dieu de la Terre immortelle est au niveau 10. 
Il y 7 Pactisants des Ténèbres :
- Rudger Goodwin, le chef des Pactisants des Ténèbres, avec la marque en forme d'araignée des lignes de Nazca et l'original détenteur de la marque de la Tête du Dragon Cramoisi (battu par Yusei). Il possède le Dieu de la Terre immortelle URU.
- Kyosuke Kiryu (Kalin Kessler), un membre qui était autrefois un ami de Yusei et leader de l'équipe des Exécuteurs (composée de Crow, Jack et Yusei), avec une marque en forme de Géant des lignes de Nazca (battu par Yusei). Il possède le Dieu de la Terre immortelle CAPACC APU.
- Devack, un membre qui déteste avec force les Pactisants, il a une marque en forme de Singe des lignes de Nazca (battu par Luca et Lua). Il possède le Dieu de la Terre immortelle CUSILLU.
- Misty Tredwell, une membre qui tient une rancune contre Akiza qu'elle croit être la cause de la disparition de son frère (or c'est Sayer), avec une marque en forme de Lézard des lignes de Nazca (battu par Akiza). Elle possède le Dieu de la Terre immortel CCARAYUHA.
- Carly Nagissa, qui a été battue par Sayer après un duel psychique et qui est revenue à la vie en tant que Pactisante des ténèbres, avec une marque en forme de Colibri des lignes de Nazca et veut se venger de Jack Atlas croyant qu'il s'était servi d'elle (battu par Jack). Elle possède le Dieu de la Terre immortelle ASILLA PISCU.
- Bommer qui a rejoint les Pactisants des Ténèbres après que Devack eut été battu afin de se venger de Goodwin pour avoir détruit son village, avec une marque en forme de Baleine des lignes de Nazca (battu par Crow). Il possède le Dieu de la Terre immortelle CHACU CHALLUA.
- Rex Goodwin, qui engage Jack, Yusei et Crow dans un Turbo Duel, avec une marque en forme de Condor des lignes de Nazca et avec une marque de la Tête du Dragon Cramoisi. Il possède le Dieu de la Terre immortelle WIRAQOCHA RASCA.

Les duels impliquant les Pactisants des ténèbres impliquent des dommages réels, similaire aux duels des duellistes psychiques, mais dans une plus grande mesure. De plus, à la fois le Pactisant des Ténèbres et l'adversaire peuvent causer de tels dommages (dans les duels psychiques, seuls les duellistes psychiques ont ce pouvoir). À la différence des duels contre les Pactisants des Ténèbres possédés, perdre un Duel des Ténèbres amène le perdant à se transformer en poussière. Quand un Pactisant des ténèbres perd un duel, toutes les âmes utilisées pour l'invocation du Dieu de la Terre, aussi bien que les autres qui ont perdu dans un duel des Ténèbres, sont libérées. On ne sait pas si les Pactisants des Ténèbres eux-mêmes peuvent ressusciter après avoir été battu. Les Pactisants des Ténèbres ont aussi la capacité à s'échanger avec une de leurs captures (mais seul Roman l'utilise). À la différence des Pactisants des Ténèbres possédés, les otages sont pleinement conscients et ont à se battre afin de pouvoir survivre.
Quand Rex perd face à Yusei, Crow et Jack, il se sacrifie pour ressusciter les Pactisants des Ténèbres.
Il n'a pas été révélé s'il y a un lien entre les duellistes psychiques, les Pactisants des Ténèbres, et les Pactisants mais du fait que l'on a retrouvé de grandes quantités de livres et de données que Divine tenait en secret dans une bibliothèque du complexe du mouvement Arcadie, il pourrait y avoir un léger lien, mais ce n'est qu'une supposition, rien n'a été prouvé. Mais puisque les Pactisants et les Pactisants des Ténèbres sont en combat depuis plus de 5 000 ans et que le soulèvement des duellistes psychiques est récent, il semble assez invraisemblable qu'il y en est un ...

### Liens de l'Équipe 5D's
Les liens de l'Équipe 5D's sont leurs marques du Dragon Cramoisi. Ils servent plusieurs fois à faire des miracles ou à battre des adversaires puissants. Yusei arrive à invoquer grâce aux marques, le « Dragon des étoiles majestueux », le Dragon étoile filante avec la Synchro accélération et le Dragon quasar filant avec la Synchro accélération suprême et le Vide de l'esprit. Il arrive aussi à battre Kiryu, Roman Goodwin, Rex Goodwin, Paradox (dans le film Yu-Gi-Oh! Réunis au-delà du temps), Placido, José, Aporia et Z-One. Les marques servent aussi à Jack lorsqu'il invoque Dragon rouge majestueux pour sauver Carly et lorsqu'il invoqua aussi le Dragon nova rouge. Les marques servent aussi à Lua, car dans l'épisode 142, il reçoit la marque du cœur du Dragon Cramoisi, ce qui lui permet d'invoquer son Dragon de vitalité. Ils perdent leurs marques lors du dernier épisode car ils ont terminé leur mission.

## Nouveautés

### Invocation Synchro
Une importante nouvelle caractéristique de la série Yu-Gi-Oh 5D's est l'utilisation des Monstres Syntoniseurs et Synchro. Une invocation Synchro est activée quand un joueur invoque un monstre Syntoniseur et l'assemble avec un ou plusieurs monstres non-Syntoniseurs sur le Terrain. Basé sur la somme des niveaux de chaque monstre, un monstre Synchro de ce niveau peut être invoqué. Par exemple, quand un Robot Synchronique Nvo3 s'assemble avec un Guerrier de Célérité Nvo2, le Robot Guerrier Nvo5 peut être invoqué. Ces montres peuvent aussi être assemblés une fois encore afin d'invoquer un plus haut niveau de monstres Synchro tel que Dragon Poussière d'Étoile Nvo 8. Ces monstres possèdent aussi des attributs additionnels basés sur les monstres qui ont été utilisés en tant que monstres matériels de fusion.
Dans la deuxième Saison, il y a des Monstres Synchro des ténèbres qui peuvent seulement être invoqué en soustrayant le niveau d'un monstre non-Syntoniseur avec un Monstre Syntoniseur des ténèbres, ce qui crée un niveau négatif. Par exemple, un Monstre Syntoniseur des ténèbres Nvo8 peut être assemblé avec un monstre Nvo3 pour invoquer un Monstre Synchro des ténèbres Nvo-5.
Ces nouvelles cartes intègrent les règles du jeu de cartes officiel, renommant le Fusion Deck en Extra Deck, bien que les monstres Synchro des Ténèbres et Syntoniseurs des Ténèbres ne soient pas encore sorties.

### Accel Synchro
Une Accel Synchro consiste à synchroniser deux monstres synchros ou plus, avec possibilité de la faire durant le tour de l'adversaire. Le premier monstre Accel apparu est celui de Antinomy/Bruno : « Tech Genus Blade Blaster », le second est celui de Yusei : Dragon Étoile Filante. Viennent ensuite d'autres formes d'Accel Synchro, comme la Delta Accel Synchro qui apparaît à la fin de la saison, dans l'épisode 144. Le premier à l'utiliser est Antinomy/Bruno contre Yusei. Cette Synchro consiste à synchroniser 3 monstres Synchros. Le monstre Delta Accel de Antinomy/Bruno est Tech Genus Halberd Cannon. Yusei utilise la forme ultime de la Accel Synchro : Limit Over Accel Synchro qui consiste à synchroniser cinq monstres Synchros. Son nouveau monstre est Shooting Quasar Dragon.

### D-wheels
Tout comme les duels normaux, la dernière série Yu-Gi-Oh! se caractérise par l'arrivée des « Turbo Duels », un tout nouveau style de duel dans lesquels les joueurs conduisent des « D-wheels », des motos équipées pour le duel. Comparé aux séries précédentes, combattre avec les D-wheels implique des règles spéciales. Premièrement, le duel est entièrement joué en utilisant la carte Magique de Terrain « Monde de vitesse », qui est activée par les deux joueurs quand le duel commence ; il est possible de forcer un Duel avec quelqu'un sur un Duel Runner en jouant la carte (une tactique généralement utilisée par la Sécurité en poursuite). Deuxièmement, seules des cartes magiques conçues pour fonctionner sur ce terrain, les Sorts de Célérité, sont autorisées dans le duel. Chaque carte magique nécessite un nombre de Compteurs Vitesse pour être activable. Chaque duelliste démarre sans Compteur Vitesse et on les augmente de 1 à chaque Standby Phase (Phase d'attente) jusqu'à un maximum de 12. Le nombre de Compteurs Vitesse affecte aussi la vitesse actuelle du D-wheel. Les Compteurs Vitesse d'un joueur sont réduits d'une unité pour chaque dommage de 1 000 points reçu. Quand le vainqueur est décidé, le D-wheel du duelliste perdant tombe automatiquement.
La carte Magique de Terrain devient à partir de la saison 3, Monde de Vitesse 2. Cette carte offre de nombreux avantages par rapport à Monde de Vitesse. Tout d'abord il n'y a pas de perte de Compteurs Vitesse à cause des dommages, ensuite trois effets interviennent : infliger 800 points de dommages pour chaque Sort de Célérité dans la main en retirant 4 Compteurs Vitesse, piocher une carte en retirant 7 Compteurs Vitesse, et enfin détruire une carte sur le terrain en retirant 10 Compteurs Vitesse.
Chaque Duel Runner est constitué d'une plateforme pour les cartes se tenant devant le duelliste, un support pour les cartes en main permettant au duelliste de faire de la moto avec une main quand l'autre permet d'utiliser les cartes, et un compartiment pour le Deck localisé dans le poignet du joueur. Les cartes envoyées au Cimetière sont insérées dans une fente localisée devant le duelliste. Dans des modèles hybrides de Duel Runner, la plateforme des cartes peut être détachée de la moto et fonctionner comme un Disque de duel standard pour les duels faits « à l'ancienne ». Un exemple d'un modèle hybride est celui du Duel Runner rouge de Yusei. D'autres modèles tels que l'oiseau noir de Crow ont été modifiés pour inclure différentes formations tel que le mode vol.
Dans la version originale japonaise, les D-wheels sont appelés « D-Wheels », et les Turbo Duels sont appelés les « turbo duels ». Au début d'un Turbo duel on peut parfois entendre : « Riding Duel, Acceleration! » Par la suite, le D-wheel Yusei a le pouvoir de voler grâce à Aporia.

## Anime
La série télévisée Yu-Gi-Oh! 5D's débute le 2 avril 2008 au Japon. Elle se termine le 30 mars 2011, et est remplacée quelques jours plus tard par Yu-Gi-Oh! Zexal. En France, la série est diffusée pour la première fois en septembre 2009 sur NT1. Elle est également diffusée dès 2009 sur Mangas jusqu'à une date inconnue, et depuis janvier 2011 sur Canal J jusqu'en 2013.

### Musique
| Générique | Épisodes | Début                                             | Début         | Fin           | Fin                 |
| Générique | Épisodes | Titre                                             | Artiste       | Titre         | Artiste             |
| --------- | -------- | ------------------------------------------------- | ------------- | ------------- | ------------------- |
| 1         | 1–26     | Kizuna                                            | Kra           | START         | Masataka Nakagauchi |
| 2         | 27–64    | Last Train - Atarashi Asa (LAST TRAIN -新しい朝-) | Knotlamp      | Cross Game    | Alice Nine          |
| 3         | 65–103   | Freedom                                           | La-vie        | Ozone         | vistlip             |
| 4         | 104–129  | Believe in Nexus                                  | Masaaki Endoh | Close to You  | Alvino              |
| 5         | 130–154  | Road to Tomorrow ~Going My Way!!~                 | Masaaki Endoh | Future Colors | Plastic Tree        |

### Film
Un film d'animation est annoncé pour célébrer les 10 ans de la franchise. Il est sorti le 23 janvier 2010 au Japon. Yugi Muto, champion du monde de duel, Jaden Yuki, meilleur duelliste de la Duel Academy et Yusei Fudo, meilleur duelliste de Neo Domino City se réunissent pour préserver le duel de monstres menacé de disparaitre.

### Distribution
Le doublage français est effectué au studio La Dame Blanche.
- Alexandre Crépet : Yusei Fudo
- Pierre Lognay : Jack Atlas
- Aurélien Ringelheim : Crow Hogan
- Christophe Hespel : Kalin Kessler
- Audrey D'Hulstère : Akiza Izinski
- Thierry Janssen : Rex Goodwin
- Bernadette Mouzon : Lazar
- Alexandra Corréa : Misty Tredwell
- Bruno Mullenaerts : Bruno
- Erwin Grunspan : Trudge
- Frédéric Meaux : Nervin, professeur Frank
- Karim Barras : Blister, Hans
- Martin Spinhayer : Armstrong, Zeman le roi des Singes
- Mathieu Moreau : Bolt Tanner,Roman Goodwin
- Philippe Allard : Blitz
- Sébastien Hebrant : voix de divers personnages comme Tank,Alex,le père de Yusei
- Stéphane Flamand : Rally
- Alessandro Bevilacqua : voix de divers personnages comme Toroumka
- Gauthier de Fauconval : voix de divers personnages sans importance, Hermann
- Tony Beck : Sayer, Jean
- Nicolas Mathys : Vizor,Nicolas
- Romain Barbieux : chevalier de Rangsborg, Lester
- David Manet : Primo
- Maia Baran : Mina
- Olivier Cuvellier : Heitmann
- Laurent Bonnet : Lawton
- Stéphane Pelzer : André
- Pablo Hertsens : Dick Pitt
- Robert Dubois : Devack
- Ioanna Gkizas : Carli Carmine
- Dominique Wagner : Angela
- Antoni Lo Presti : Radley
- Émilie Guillaume : West
- Pierre Le Bec : un personnage épisode 87
- Sophie Landresse : Sherry
- Michelangelo Marchese : Lawton
- Géraldine Frippiat : Barbara
- Emmanuel Dekoninck : Breo
- Alain Eloy : commandant Koda

## Manga
Similaire au manga Yu-Gi-Oh! GX, celui de Yu-Gi-Oh! 5D's a une intrigue complètement différente par rapport à la série animée, avec des personnages utilisant de toutes nouvelles cartes. Le manga est publié depuis le 21 août 2009 dans le magazine mensuel V Jump. La version française est publiée par Kana depuis janvier 2012.
L'histoire débute avec le duel entre Yusei et son ami Sect, qui le considère comme son grand-frère. Cependant, à la fin de leur duel, ils se voient confrontés à un Cavalier Squelette. Jack est un être maléfique qui affronte Yusei à cheval dans un jeu des ombres.

### Liste des volumes et chapitres
| no | Japonais         | Japonais          | Français         | Français          |
| no | Date de sortie   | ISBN              | Date de sortie   | ISBN              |
| --- | ---------------- | ----------------- | ---------------- | ----------------- |
| 1 | 30 avril 2010    | 978-4-08-870063-2 | 20 janvier 2012  | 978-2-5050-1459-1 |
| Titre du volume : Yûsei, Le Riding Duelist !!Liste des chapitres : - Ride-01 Yûsei, Le Riding Duelist !! - Ride-02 Le feel des ténèbres !! - Ride-03 Le maître du royaume des ombres !! - Ride-04 Le dénouement contre les ténèbres !! - Ride-05 Le Roi absolu !! - Ride-06 L'entrave !! - Ride-07 Queen of Queen !! - Ride-08 One shot run !!                                    |                  |                   |                  |                   |
| 2 | 29 décembre 2010 | 978-4-08-870172-1 | 4 mai 2012       | 978-2-5050-1506-2 |
| Titre du volume : L'ouverture du D1GP RIDE !!Liste des chapitres : - Ride-09 L'ouverture du D1GP RIDE !! - Ride-10 Le choc des orgueils !! - Ride-11 Feel vs Feel !! - Ride-12 Les Psycho-duellistes !! - Ride-13 Psycho vs Psycho !! - Ride-14 Les rivaux !! - Ride-15 Les manœuvres secrètes !! - Ride-16 L'envol !!                                                            |                  |                   |                  |                   |
| 3 | 2 septembre 2011 | 978-4-08-870323-7 | 7 septembre 2012 | 978-2-5050-1627-4 |
| Titre du volume : Duel Dragon !!Liste des chapitres : - Ride-17 Les indices !! - Ride-18 Le combo sans carte en main !! - Ride-19 La carte maîtresse !! - Ride-20 La carte des ténèbres !! - Ride-21 La séparation!! - Ride-22 Duel Dragon !! - Ride-23 Les jumeaux duellistes !! - Ride-24 Équipement vs équipement !!                                                           |                  |                   |                  |                   |
| 4 | 4 juin 2012      | 978-4-08-870438-8 | 1er mars 2013    | 978-2-5050-1769-1 |
| Titre du volume : Synchro contre synchro !!Liste des chapitres : - Ride-25 Feels superposés !! - Ride-26 Un très mauvais pressentiment !! - Ride-27 Synchro contre synchro !! - Ride-28 Résonance !! - Ride-29 Un dénouement à cent à l'heure !! - Ride-30 Un duel à l'ancienne !! - Ride-31 Dragon poussière d'étoile étincelant !! - Ride-32 La bataille de Zéro !!             |                  |                   |                  |                   |
| 5 | 4 janvier 2013   | 978-4-08-870564-4 | 6 décembre 2013  | 978-2-5050-1898-8 |
| Titre du volume : Ce qu'il faut protéger !!Liste des chapitres : - Ride-33 Duel Dragon contre Duel Dragon !! - Ride-34 La conclusion...!! - Ride-35 Combats acharnés aux Duel Zodiacs !! - Ride-36 La revanche !! - Ride-37 Ce qu'il faut protéger !! - Ride-38 Le dernier chapitre du duel !! - Ride-39 Vers la Duel Gate !!                                                     |                  |                   |                  |                   |
| 6 | 2 août 2013      | 978-4-08-870793-8 | 23 mai 2014      | 978-2-5050-6027-7 |
| Titre du volume : La Voie du Roi suprême de la Serrure céleste !!Liste des chapitres : - Ride-40 Le Rituel du Soleil et de la Lune !! - Ride-41 Duel Sister !! - Ride-42 Secto, le Roi des Insectes !! - Ride-43 Celui qui n'est qu'une Ombre !! - Ride-44 Synchro Killer !! - Ride-45 La Voie du Roi Suprême de la Serrure Céleste!! - Ride-46 Le Choc du Père contre le Fils !! |                  |                   |                  |                   |
| 7 | 4 mars 2014      | 978-4-08-880039-4 | 21 novembre 2014 | 978-2-5050-6161-8 |
| Titre du volume : La pioche ultime du destin !!Liste des chapitres : - Ride-47 Sprint dans l'escalier du ciel Austral !! - Ride-48 Les vicissitudes d'un combat acharné !! - Ride-49 Torrent dans l'escalier du ciel Boréal !! - Ride-50 La pioche ultime du destin !! - Ride-51 Souvenirs !! - Ride-52 Les rugissements du Dieu Ultime !! - Ride-53 Les ailes noires !!          |                  |                   |                  |                   |
| 8 | 3 octobre 2014   | 978-4-08-880205-3 | 21 août 2015     | 978-2-5050-6298-1 |
| Titre du volume : Le Feel Lumineux !!Liste des chapitres : - Ride-54 Des sentiments pour un ami !! - Ride-55 Le fruit de nos liens !! - Ride-56 Après le flash !! - Ride-57 Le Feel Lumineux !! - Ride-58 Le réveil !! - Ride-59 Le combat final !! - Ride-60 Le deck divin !! |                  |                   |                  |                   |
| 9 | 4 juin 2015      | 978-4-08-880343-2 | 4 mars 2016      | 978-2-5050-6606-4 |
| Titre du volume : Le Riding Duelist éternel !!Liste des chapitres : - Ride-61 Le Duel des Dieux !! - Ride-62 Prions !! - Ride-63 Les racines de la vengeance !! - Ride-64 Transcendance !! - Ride-65 Lumière Unificatrice !! - Ride-66 Le Vainqueur du Rituel !! - Spécial Ride-1 Le Duel décisif contre l'Empereur !! - Spécial Ride-2 Le Riding Duelist éternel !               |                  |                   |                  |                   |

## Produits dérivés

### Jeux vidéo
Les jeux vidéo de la série Yu-Gi-Oh! 5D's sont publiés par Konami.
- Yu-Gi-Oh! 5D's Wheelie Breakers sort le 17 septembre 2009 sur console Wii en Europe. C'est un jeu de course dans lequel les joueurs peuvent utiliser des cartes pour baisser les points de vie des autres personnages et les rattraper. À la différence du jeu de cartes, les monstres utilisent les Compteurs de Vitesse afin d'attaquer leurs adversaires, et les joueurs ne perdent pas si leurs points de vie atteignent 0, à la place ils attendent avant de pouvoir continuer la course. Les personnages font de la moto sur des D-Wheel, alors que ceux qui n'ont pas de moto utilisent les versions holographiques[16].

- Yu-Gi-Oh! 5D's World Championship 2009: Stardust Accelerator destiné pour la Nintendo DS sort le 14 mai 2009 en Europe[17].

- Yu-Gi-Oh! 5D's Tag Force 4 sort le 26 novembre 2009 sur PlayStation Portable. Il suit la trame de l'animé, tournant autour de l'arc des Pactisants des Ténèbres. Il contient un total de 4 063 cartes. Le jeu comporte les personnages de Yusei, Jack, Kalin (Pactisant des Ténèbres + Team Satisfaction), Carly Carmine (normal + Pactisant des Ténèbres), Lua, Luka, Crow, Misty, Demak, Rex goodwin, Roman goodwin et Akiza (normal + Duel Académie), Officier Trudge, Rally, Mina. Il contient également les cartes des Esprits De La Terre Immortel et plus de 70 synchros[18].

- Yu-Gi-Oh! 5D's World Championship 2010: Reverse of Arcadia sort sur Nintendo DS le 18 février 2010 au Japon, et inclut plus de 3 500 cartes. Les Turbo Duels ont été mis à jour pour inclure le Monde de Vitesse 2. Il suit la trame de l'animé, et tourne autour de l'arc des Pactisants des Ténèbres et du Mouvement Arcadie[19].

- Yu-Gi-Oh! 5D's Decade Duels est un jeu en téléchargement sur le Xbox Live qui propose aux joueurs de faire des duels aussi bien contre les personnages de l'histoire que contre des joueurs du monde entier. Il est sorti sur Xbox 360 durant le 2e trimestre 2010[20].

- Yu-Gi-Oh! 5D's Tag Force 5 sort sur PSP en novembre 2010 en Europe. Il contient environ 4 500 cartes du jeu dont les Tech Genus de Bruno et les Machines Empereurs de Placido, Luciano et Jose. Les Trois cartes inclus avec le jeu sont les cartes qu'utilise Sherry : Fleur de chevalier, Fleur Synchron et Liberty Release. Les personnages du jeu sont Yusei, Jack, Crow, Akiza (Normal + duel académie), Lua (Normal + duel académie), Luka (normal + duel académie), Placido, Lucciano, Jose, Bruno (Dark Glass), Sherry, Carly, Mina Simington, Officier Trudge, Lazar et Mr Heitman[21].

- Yu-Gi-Oh! 5D’s Master of the Cards sort sur Wii en novembre 2010. Plus de 4 500 cartes sont inclus dans le jeu, et le jeu utilise les possibilités du Wi-Fi pour permettre des duels entre joueurs du monde entier[22].

- Yu-Gi-Oh! 5D's World Championship 2011: Over the Nexus sort sur Nintendo DS le 25 mars 2011 en France, et inclut plus de 4 200 cartes. Dans cet opus, on peut faire des duels en Duel Runner jusqu'à 3 coéquipiers. L'histoire commence à Crash Town et vous plonge dans l'histoire de l'animé jusqu'au tournoi du WRGP[23].

- Yu-Gi-Oh! Decade Duels Plus est un jeu sorti en début d'année 2014 et qui est disponible en téléchargement sur le Xbox Live. Il permet de combattre tous les héros des séries Yu-Gi-Oh! (de Yugi à Yuma) ou encore de jouer avec des joueurs du monde entier.